# Юань Шикай
Юань Шикай (кит.: 袁世凱, 16 вересня 1859 — 6 червня 1916) — китайський військовий часів занепаду династії Цін, перший президент Китайської республіки у 1912-1916, 82 дні був імператором (з 31 грудня 1915 по 22 березня 1916).

## Життєпис

### Початок кар'єри
Походив з родини спадкових військових Юань. народився у с. Чжанін, поблизу м. Сянчен у провінції Хенань. Його батько Юань Баочжі брав участь у придушенні повстань тайпінів та Н'єн. Юань Шикай отримав класичну конфуціанську освіту. У 1876 році склав провінційний іспит. Проте спроби у 1878 та 1879 роках скласти імператорський іспит виявилися невдалими. Тому він вирішив розпочати військову кар'єру. У 1881 році купив молодший офіцерський чин. Спочатку служив під орудою батька в Тенчжоу (провінція Шаньдун).
Незабаром Юань Шикай зумів завоювати прихильність впливового чиновника Лу Хуна, генерал-губернатора столичної провінції Чжилі. У 1882 році за протекцію останнього Юань Шикай очолив китайську місію у ранзі субпрефекта в Кореї, де організував навчання корейських офіцерів. У 1885 році Шикай отримує посаду китайського посланця у Сеулі. На цій посаді він повинен був контролювати зовнішню діяльність Корейського королівства, щоб перешкодити посиленню впливу Японської імперії. Незабаром виник конфлікт між корейським урядом, що бажав позбавитися залежності від Китаю та Японської імперії. Тому Юань Шикай разом з Лі Хуном зайняли північні райони Корейського півострова.
З початком у 1894 війни між династією Цін та Японською імперією Юань Шикая було відкликано до імператорського двору. Під час цієї війни Шикай ніяк не відзначився, проте й не зазнав поразки. Тому у 1895 році при підтримці Лі Хуна отримав командування над новою армією, що було створено за західними зразками. Поступово Юань очолив модернізацію цінської армії. В результаті на початок 1901 року 5 з 9 корпусів очолювали прихильники Шикая.
Негативну роль Юань Шикай відіграв під час «Ста днів реформ» імператора Гуансюя. На той час Юань командував військами, що охороняли столицю. Вночі 17 вересня Юань Шикая відвідав Тань Ситун з пропозицією виступити проти його начальника маньчжура Жунлі, який обіймав посаду намісника столичної провінції Чжилі й командував столичним військовим округом. Юань Шикай спочатку погодився, але потім все видав Жунлі, а 20 вересня проінформував Цисі. Остання 21 вересня вчинила заколот, поклала на себе регентство, відправивши імператора до кінця життя під домашній арешт.
У 1899 призначений губернатором Шаньдуна. Під час повстання Іхетуанів Юань Шикай слабо виявив себе. Він придушував його тільки у межах своєї провінції. Коли Цисі закликала імператорські війська приєднатися до повсталих іхетуанів, Юань Шикай відмовився від цього. Став активніше допомагати європейським та американським військам у знищенні повсталих. Після остаточно придушення повстання Юань Шикай став користуватися значною прихильністю Великої Британії, США та Франції, які надавали значні кредити. Їх Шикай використовував для розвитку своєї армії.

### Посилення позицій
У 1901 призначається генерал-губернатором провінції Чжилі. Водночас стає представником міністерства торгівлі у північному Китаї. На цій посаді успішно торгував залізничними концесіями, що дозволило накопичити значні статки.
У 1908 перед своєю смертю імператор Гуансюй віддав наказ стратити Юань Шикая, але той, полишивши усі посади, зумів зберегти своє життя. За урядування регента Цзайфена при малолітньому імператорові Пуї Юань Шикай знаходився у провінціях у засланні у провінції Хенань. Разом з тим не втрачав контактів зі своїми прихильниками.
З початком у 1911 Сінхайської революції династія Цін опинилася у скрутному становищі. Тому Юань Шикая було повернуто до Пекіна й призначено першим міністром імперії. Спочатку він виступав за проведення реформ у напрямку реформ Мейдзі в Японській імперії та перетворення Китаю у конституційну монархію. Втім з посиленням позицій республіканців на чолі із Сунь Ятсеном Юань Шикай змінив погляди. Він вирішив за спиною імператора домовитися з Сунь Ятсеном. Останній, прагнучи припинити громадянську війну та уникнути іноземної інтервенції, у середині лютого 1912 року вдався до компромісу. Він відмовився від посади президента на користь Юань Шикая, а маньчжурська династія, своєю чергою, відмовилася від престолу, хоча за нею залишалися палаци, землі, майно.

### Президентство
Новий президент відразу ж перевів уряд із революційного півдня до Пекіна, контрольованого його військами; у 1913 році жорстоко придушив селянські та робітничі виступи у Кантоні й встановив режим особистої диктатури. Його підтримали й іноземні держави, надавши велику банківську позику. При цьому Тибет отримав майже повну незалежність, а Шикай уклав з Російською імперією угоду про передачу їй Зовнішньої Монголії.

### Спроба відновлення монархії
Поступово Юань Шикай починає виконання свого плану щодо встановлення абсолютної влади та відновлення монархії.
28 листопада 1915 року палата Цаньчжен'юань (Дорадча палата), наділена президентом повноваженнями законодавчого органу, представила Юань Шикаю доповідь про результати голосування щодо вибору форми державного правління та кандидата на вищу адміністративну посаду в новій системі державного управління. У ході виборів Юань Шикай був одноголосно обраний імператором у зв'язку з встановленням монархічного ладу в Китаї. Юань Шикай прийняв ім'я імператор Хунсянь.
Першим декретом він заявив, що не може відмовитися від присяги, даної ним на вірність Республіки, а другим виявив готовність підкоритися волі народу при збереженні колишнього порядку управління країною. 30 листопада у палаці Юань Шикая відбулося прийняття для вищих сановників, що принесли йому поздоровлення у зв'язку з прийняттям імператорського титулу.
У день Нового року в палаці Юань Шикая відбулося парадне прийняття для вищих військових і цивільних чинів, представників маньчжурського імператорського роду і монгольських князів, іноземних радників та дипломатичного корпусу столиці в повному складі. Юань Шикай вийшов до гостей в мундирі фельдмаршала китайської армії. Присутні на новорічному прийнятті китайці вітали його трьома поясними поклонами, а іноземці — нахилом голови. В останню годину старого року — 31 грудня 1915 (за старим стилем) Юань Шикай підписав указ про найменування наступного року девізом «хун-сянь», що означало «велике улаштування». Втім швидко розгорнулася гостра політична боротьба між Юанєм і його супротивниками — республіканцями.
Водночас у січні 1915 року Японська імперія висунула Республіці Китай ультиматум, так звану «21 вимогу», який торкався переданої японцям Циндао (колишньої орендованої німцями території для розширення екстериторіальності, поліпшення умов для японського бізнесу). Юань Шикай був змушений погодитися, що майже повністю зруйнувало його авторитет в країні.
Не відчуваючи підтримки всередині країни 22 березня 1916 року юань Шикай зрікся імператорського титулу й відновив республіку. Його монархія тривала 82 дні.

### Смерть
Після політичних невдач здоров'я Юань Шикая значно погіршилось. Водночас хворів на  уремію. За деякими відомостями, він помер від змішування методів і рецептури європейської та китайської медицини. Його лікували французькі та китайські лікарі, при цьому хворий за власним вибором виконував або ігнорував їхні вказівки, або, нарешті, ковтав відразу всі зілля. Помер Юань Шикай 6 червня 1916 року.